# ГЕС Агуас-Вермелья
ГЕС Агуас-Вермелья (José Ermínio de Moraes) (порт. Usina Hidrelétrica de Água Vermelha) — гідроелектростанція на сході Бразилії на межі штатів Мінас-Жерайс та Сан-Паулу. Знаходячись після ГЕС Марімбондо, становить нижній ступінь каскаду на лівому витоку Парани річці Ріо-Гранде.
В межах проекту річку перекрили комбінованою греблею, по центру якої знаходиться бетонна споруда  висотою 67 метрів та довжиною 660 метрів, де облаштовано водозливи та пригреблевий машинний зал. Обабіч від неї долину закривають земляні ділянки греблі, що мають висоту до 63 метрів та загальну довжину 3500 метрів. Зазначена споруда утримує витягнуте по долині річки на 174 км велике водосховище з площею поверхні 645 км2 та об’ємом 11 млрд м3 (корисний об’єм 5,2 млрд м3), в якому можливе коливання рівня поверхні між позначками 373 та 383 метри НРМ.
Вода подається до машинного залу через шість водоводів діаметром по 9 метрів, які живлять відповідну кількість турбін типу Френсіс потужністю по 232,7 МВт, що працюють при напорі 57 метрів. 
Видача продукції відбувається по ЛЕП, що працює під напругою 440 кВ.
Під час зведення комплексу здійснили земляні роботи в обсязі 19,6 млн м3, провели вибірку 1,4 млн м3 скельних порід та використали 1,5 млн м3 бетону.